# Sparisoma radians
Sparisoma radians es una especie de peces de la familia Scaridae en el orden de los Perciformes.

## Morfología
• Los machos pueden llegar alcanzar los 20 cm de longitud total.

## Distribución geográfica
Se encuentra desde Bermuda, Florida, las Bahamas y el este del Golfo de México hasta Santa Catarina (Brasil), incluyendo la América Central.